# Lamido (souverain)
Le Lamido est un monarque traditionnel et religieux dirigeant un territoire musulman appelé Lamidat.

## Étymologie

### Origine peule
Lamido (Adlam : 𞤂𞤢𞤥𞤭𞤣𞤮, pl. Lamibe 𞤂𞤢𞤥𞤭𞤦𞤫) est l'anglicisation d'un terme de la langue peule ou fulfulde, utilisé pour désigner un souverain. Dans la langue, c'est proprement laamiiɗo ( 𞤂𞤢𞥄𞤥𞤭𞥅𞤯𞤮, pl. laamiiɓe 𞤂𞤢𞥄𞤥𞤭𞥅𞤩𞤫), dérivé de la racine verbale laamu- qui signifie « leadership », et peut donc être traduit plus spécifiquement par « leader ». Le titre laamiiɗo est d'un rang plus élevé que laamɗo, qui signifie simplement « leader » ou « roi ». Par conséquent, « laamiiɗo » signifie un « grand roi » ou un « grand dirigeant ». Il a été utilisé par les chefs traditionnels de certains émirats peuls d'Afrique de l'Ouest, à l'origine comme chef de confédérations d'États dirigeants et subordonnés (souvent vassaux). Son utilisation persiste dans un certain nombre de républiques postcoloniales.

### Origine sérère
Le mot pourrait avoir ses origines dans l'ancien titre sérère lamane (ou laman ) qui signifie "maître de la terre" ou "héritier" en vieux sérère (le peul et le sérère sont des langues étroitement liées). Les Lamans étaient les anciens rois sérères avant la chute de la classe lamanique sérère au 14e siècle. Le titre peul Lam Toro —qui devint plus tard le chef du Futa Toro— provient du titre sérère Laman.

## États où le titre «lamido» a été utilisé
Exemples d’ États du Jihad peul :
- Émirat de Bauchi, depuis sa fondation en 1805[5].
- Émirat d'Adamawa (Fombina), depuis sa fondation en 1809[6].
- Bibemi, depuis sa fondation en 1770, jusqu'à ce que le titre musulman supérieur de Sultan soit assumé[7].

## Titre composé
- Laamiiɗo juulɓe 'Émir des musulmans ( 𞤂𞤢𞥄𞤥𞤭𞥅𞤯𞤮 𞤶𞤵𞥅𞤤𞤦𞤫</link>, littéralement « ceux qui prient ») était un titre, à côté du véritable Amir al-Mu'minin arabe (qui a été maintenu), de l'imam `Usuman dan Muhammad Fodio, le chef originel du plus grand des jihads peuls (conquêtes par les Peuls au nom de la propagation de l'Islam ) à Sokoto, l'État d'origine du chef du jihad peul, dont les héritiers (depuis 1817) adoptèrent le titre de Sarkin Musulmi et devinrent connus sous le nom de Sultan de Sokoto, toujours considéré comme le souverain suprême de la tradition par les musulmans au Nigéria[8];
- Baban-Lamido dans l'Adamaoua (aujourd'hui partiellement au Cameroun ) depuis sa fondation en 1809[9].

## Sources et références
1. ↑  « Définition de lamido | Dictionnaire français », sur La langue française, 10 septembre 2024 (consulté le 28 novembre 2024)
2. ↑  José-María Muñoz, « Au nom du développement : ethnicité, autochtonie et promotion du secteur privé au nord Cameroun », Politique africaine, vol. 112, no 4,‎ 2008, p. 67–85 (ISSN 0244-7827, DOI 10.3917/polaf.112.0067, lire en ligne, consulté le 28 novembre 2024)
3. ↑  « Jalons - Histoire des sereres », sur Biblio Sérére (consulté le 28 novembre 2024)
4. ↑  « Le Royaume du Fouta Toro - Senegaldates.com », sur senegaldates.com (consulté le 28 novembre 2024)
5. ↑  (en) « Yakubu | emir of Bauchi | Britannica », sur Encyclopædia Britannica (consulté le 28 novembre 2024)
6. ↑  (en) Yoshihito Shimada, « La formation de l'émirat de l'Adamawa par Môdibbo Adama, un marabout marginal », African Urban Studies (Tokyo), vol. 3,‎ 1993, p. 121–175 (lire en ligne, consulté le 28 novembre 2024)
7. ↑  Hamadou Adama, « Letters from Fulani Rulers in Northern Cameroon: Lamido Muḥammad Njidda of Bibemi (1870-1945) », Sudanic Africa, vol. 11,‎ 2000, p. 35–51 (ISSN 0803-0685, lire en ligne, consulté le 28 novembre 2024)
8. ↑  « webPulaaku/Oumar Kane/Othman dan Fodio. Fondateur de l'empire de Sokoto », sur www.webpulaaku.site (consulté le 28 novembre 2024)
9. ↑  Merklin Jean-Marc, « w.ethnia.org », sur w.ethnia.org (consulté le 28 novembre 2024)

- Hommes d'État du monde - ici les États traditionnels nigérians